# Himmelbergturm
Der Himmelbergturm ist ein 1985 erbauter und etwa 22 m hoher Aussichtsturm auf dem Himmelberg, einer 307 m ü. NHN hohen Erhebung in den Sieben Bergen im Leinebergland in Niedersachsen. Er steht nordnordöstlich von Alfeld auf der Gemarkung des Alfelder Ortsteils Langenholzen.

## Geschichte

### Holzplattform
Der Himmelberg war wegen der guten Aussicht ins Tal der Leine und der Nähe zu Alfeld bereits seit der Mitte des 19. Jahrhunderts ein beliebtes Ausflugsziel für Familien, Vereine und Schulklassen. Bereits um 1896 gab es auf der Bergkuppe in den Sommermonaten eine Bewirtung. Um 1900 errichtete der Alfelder Verschönerungsverein dort ein hölzernes Aussichtsgerüst. Es wurde in die Baumgabel einer Eiche eingebaut.

### Eisenkonstruktion
Wegen der Witterungsunbeständigkeit der Einrichtung und der höher wachsenden Bäume fiel 1930 der Beschluss zum Bau eines Aussichtsturms. Die 17 m hohe Eisenkonstruktion wurde 1930 fertiggestellt und 1931 eingeweiht. Die Baukosten in Höhe von 4000 Reichsmark trugen die Stadt und der Landkreis Alfeld (Leine). Unterstützung kam aus der Bevölkerung durch Spenden und Material sowie Arbeitsleistungen durch Alfelder Firmen.

### Stahl-Betonbau
Nach rund 50-jährigem Bestehen wurde der Turm 1984 aufgrund erheblicher Schäden gesperrt. In den Jahren 1984 und 1985 wurde der heutige etwa 22 m hohe Turm mit 119 Stufen als Stahlbeton-Konstruktion errichtet. Die Kosten übernahmen Kommunalbehörden, unterstützt von Spenden aus der Bevölkerung, örtlichen Unternehmen, Vereinen und Verbänden. Eine Renovierung des Turms erfolgte 2005.